# Белякевич, Иван Иванович
Белякевич Иван Иванович (3 июля 1905 года, Херсон — 9 июля 1984 года, Львов) — советский учёный-историк, профессор. Ректор Львовского университета в 1944—1948 годах.

## Биография
Родился в рабочей семье.
Окончил Первое высшее начальное училище Одессы (1919), Одесский институт народного хозяйства (1927), затем — аспирантуру Одесского филиала Всеукраинской научно-исследовательской кафедры востоковедения АН УССР (1930).
1920—1921 — секретарь Одесского портового комитета комсомола, 1921—1923 — работал в особом отделе ВЧК-ГПУ Одессы. 1924—1930 — на комсомольской работе в Одесском порту.
1930—1935 — преподавал в Одесском институте инженеров водного хозяйства, 1935—1941 — в Одесском педагогическом институте заведовал кафедрой истории колониальных и зависимых стран и одновременно являлся и. о. профессора Одесского университета. В июне 1941 года защитил кандидатскую диссертацию в Одесском университете на тему «Южно-иранское восстание племен 1929 г.».
В 1936 году (вместе с Николаевым, Мосориным, Эргардтом и [[Мартыновским) обвинил директора Одесского института инженеров водного транспорта Демидова М.Д. в государственных преступлениях — вредительстве и контрреволюционной агитации. В результате Демидов М. Д. умер в лагере. Впоследствии, Демидов М. Д. реабилитирован.
С октября 1941 г. по декабрь 1942 г. — и. о. профессора и зав. кафедрой всеобщей истории Семипалатинского пединститута. С сентября 1942 г. являлся и. о. профессора кафедры всеобщей истории Иркутского университета, а с февраля 1943 г. — её заведующим. В мае 1944 г. он перевёлся в Киевский университет, где работал до октября 1944 г. Затем перешёл на работу в Львовский университет. Был его ректором в 1944—1949 гг. В дальнейшем преподавал в университете, 1950—1952 — декан исторического факультета, 1948—1961 — заведующий кафедрой истории нового и новейшего времени, 1961—1978 — доцент этой кафедры. 1945—1946 — старший научный сотрудник Львовского отдела Института истории Украины АН УССР (по совместительству).

## Научная деятельность

### Научные интересы
Труды в области востоковедения и славистической проблематики. В послевоенный период — русско-польские революционные связи во время Первой мировой войны и Октябрьской революции. Выступал с резкой критикой школы Грушевского.